# Матеуць
Матеуць (рум. Mateuți) — село у Резинському районі Молдови. Утворює окрему комуну.

## Населення
За даними перепису населення 2004 року у селі проживали 2045 осіб.
Національний склад населення села:
| Національність       | Кількість осіб | Відсоток   |
| -------------------- | -------------- | ---------- |
| молдавани румуни     | 2015 9         | 98,5% 0,4% |
| українці             | 11             | 0,5%       |
| росіяни              | 7              | 0,3%       |
| гагаузи              | 1              | < 0,1%     |
| інша / без відповіді | 2              | 0,1%       |
| Всього               | 2045           | 100%       |